# Richard Benz
Pour les articles homonymes, voir Benz.
Richard Benz, né le 21 octobre 1874 et mort le 19 septembre 1955, est un ancien industriel et pilote automobile allemand.

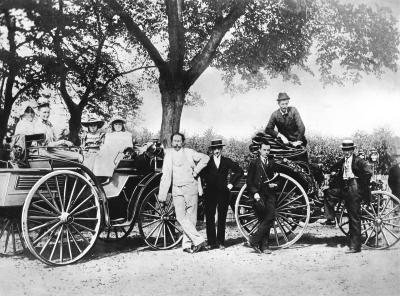
Carl Benz en famille avec le baron von Liebieg, en 1894.

## Biographie
Fils de l'industriel Carl Benz et de son épouse Bertha, il est le cadet d'une fratrie de cinq, son frère aîné se prénommant Eugen (1873-1958, tous deux ayant trois sœurs).
Il est parfois un pilote de courses dans sa jeunesse, et remporte alors Berlin–Leipzig avec l'ami de la famille Fritz Held en 1899, puis seul le circuit de Francfort-sur-le-Main en 1900, Eugen disputant aussi quelques compétitions entre 1899 et 1903, toujours sur Benz.
En 1903, il quitte Benz avec son père, à l'arrivée des six ingénieurs français emmenés par Marius Barbarou, mais il y retourne en 1904 pour diriger l'usine d'assemblage de voitures de tourisme. En 1906 Richard et Eugen créent leur propre entreprise, C. Benz Söhne (de), que dirige seul Richard à la mort de son père Carl en 1912.
Ils obtiennent la médaille d'or de l'Association des inventeurs allemands l'année du décès de Richard, pour leurs travaux sur le moteur diesel.